# Artur Marciniak
Artur Marciniak (Poznań, 18 agosto 1987) è un ex calciatore polacco, di ruolo centrocampista.

## Caratteristiche tecniche
È un mediano. Può essere schierato occasionalmente come terzino destro.

## Carriera

### Club

#### Gli inizi al Lech Poznań
Cresciuto nel Lech Poznań, esordisce con i kolejorz il 21 maggio 2005, disputando i minuti finali della gara vinta 3-0 contro il Górnik Łęczna. Nella stagione successiva entra a far parte regolarmente della prima squadra, disputando quindici gare e debuttando a livello internazionale in Coppa Intertoto, nella gara vinta dal Lech 2-0 contro il Karvan.

#### GKS Belchatow
Trovando meno spazio nella stagione successiva la dirigenza decide di cederlo in prestito al GKS Belchatow. L'esperienza non è delle migliori, e si conclude con appena tre presenze. Ciononostante la società decide di riscattarlo, ma nei successivi due anni e mezzo totalizza solo otto presenze.

#### Warta Poznan
Per questo viene ceduto in I Liga al Warta Poznań, dove torna a giocare regolarmente, venendo impiegato sia come mediano che come terzino. A fine stagione torna al GKS Bełchatów, ma dopo essere stato nuovamente relegato in panchina, nel mercato invernale torna per la seconda volta al Warta Poznan, stavolta a titolo definitivo. Il 2 aprile 2011, contro il KSZO Ostrowiec realizza la sua prima doppietta da professionista.
Nel mercato invernale del 2013 passa in prestito al Miedz Legnica, ma a fine stagione torna al Warta, nel frattempo sceso in II Liga. L'anno successivo, nonostante un ottavo posto conquistato, il Warta non ottiene la licenza per proseguire e viene nuovamente retrocesso. Ciononostante Marciniak decide di restare, e partecipa alla cavalcata dei poznaniani dal quarto livello alla I Liga, raggiunta nel 2018. Marciniak è protagonista nell'anno della promozione con 29 presenze e 1 gol. Anche in I Liga Marciniak riesce a ritagliarsi un ruolo importante, segnando anche una rete nella stagione che si conclude con l'undicesimo posto per il Warta.

#### Il ritorno al Lech
Dopo 181 presenze complessive, 9 gol e due promozioni Marciniak lascia il Warta Poznań il 21 febbraio 2020, per fare ritorno al Lech Poznań. Con i kolejorz gioca nella squadra riserve, militante in II Liga.

### Nazionale
Con la nazionale Under-20 polacca ha partecipato ai Mondiali di categoria nel 2007 tenutosi in Canada, giocando tutte le gare da titolare.